# Jánoška Ensemble
Das Jánoška Ensemble ist ein slowakisch-ungarisches Instrumentalensemble, welches klassische Musik zeitgenössisch interpretiert. Es wurde 2013 von drei Brüdern der Familie Jánoška gemeinsam mit deren Schwager gegründet. Die Besetzung besteht aus zwei Violinen, Kontrabass und Klavier. Die Ensemblemitglieder stammen aus Bratislava bzw. Konstanz und leben in Wien. Auftritte erfolgten an  Konzertsälen wie dem Wiener Konzerthaus, der Hamburger Elbphilharmonie, der New Yorker Carnegie Hall und dem Sydney Opera House. Der ORF zählt das Ensemble „zu den erfolgreichsten Crossover-Formationen der letzten Jahre“.

## Geschichte
Die Brüder stammen aus einer Musikerfamilie und spielten bereits seit Kindesalter gemeinsam. Gegründet wurde das Ensemble jedoch erst 2013, nachdem die drei Brüder ihre musikalische Ausbildung in Wien abgeschlossen hatten.
Das Ensemble spielt weltweit, in Japan, Taiwan und Australien, in den Vereinigten Arabischen Emiraten und in den Vereinigten Staaten, in Europa, beim Beethoven Frühling, in der Oper Graz und in der Oper Burg Gars, beim Rosenfest in Baden bei Wien, beim Sion Festival in der Schweiz, beim Schnittstellen Festival in Aachen, beim Mikkeli Festival in Finnland, beim Herbstgold Festival in Eisenstadt, wo sie mit dem Cymbalomspieler Giani Lincan auftraten, bei Hollywood in Vienna im Konzerthaus, im Wiener Musikverein sowie in weiteren Wiener Locations. Außerdem beteiligten sich die Musiker am 20. März 2022 in der Wiener Stadthalle an einem Cross-Over-Event zugunsten der Ukraine unter dem Titel Stimmen für den Frieden.
Tradition sind die aufwendigen Konzerte der Formation zum Jahreswechsel. 2017 erfolgte eine Silvestergala im Wiener Konzerthaus The Big Muratság mit Daniela Fally (Sopran), Thomas Gansch (Trompete) und Christoph Wagner-Trenkwitz (Moderation). Das Neujahrskonzert 2022 Janoska Style goes Symphonic mit den Berliner Symphonikern in St. Elisabeth, wurde dirigiert von Jakob Brenner. Auf dem Programm standen Werke von Mozart, Paganini, Brahms, Pablo de Sarasate, Paul Lincke, Johann Strauss und Paul McCartney sowie Eigenkompositionen.
Die visuelle Komponente ihrer Auftritte und Videos ist ungewöhnlich. Zu Bachs Violinkonzert kämpfen abwechselnd zwei Fechter und die beiden Violine spielenden Brüder miteinander. Auf einem Konzertpodium lauschte ein liegender Hirsch mit prächtigem Geweih. Auf ihrer Website präsentieren sich die Musiker mit Halskrause und in barock anmutenden Gehröcken.
Das Ensemble vermittelte seine kontinuierliche „Improvisations-Mission“ auch in Form von Workshops und Meisterkursen in Hongkong, bei der Kronberg Academy, dem Gstaad Menuhin Festival oder dem Amadeus Festival in Wien.

## Besetzung
- Ondrej Jánoška (Violine)
- Roman Jánoška (Violine)
- František Jánoška (Klavier)
- Julius Darvas (Kontrabass)

Julius Darvas wurde 1976 in Konstanz geboren. Er entstammt einer ungarischen Musikerfamilie, in der seit mehr als drei Generationen der Kontrabass gespielt wurde. Erster Lehrer – im Alter von 9 Jahren – war sein Vater. Später studierte er am Landeskonservatorium Feldkirch und schloss mit Konzertdiplom ab. Er setzte sein Studium am Konservatorium für Musik in Wien fort, in der Klasse von Alois Posch, und graduierte mit Auszeichnung. Er gewann den ersten Preis in der Ausländer-Kategorie beim Budapest Jazz Kontrabass Wettbewerb. Von 2001 bis 2023 gehörte er dem Bühnenorchester der Wiener Staatsoper an und spielte als ständiger Substitut in Konzerten und auf Tourneen der Wiener Philharmoniker. Er ist Thomastik-Infeld Artist.
František Jánoška wurde 1986 in Bratislava geboren. Er studierte am Konservatorium Bratislava und anschließend an der Universität für Musik und darstellende Kunst Wien. Er war Preisträger einiger Wettbewerbe: 1998 erhielt er den 1. Preis beim Europäischen Wettbewerb junger Talente, er war Finalist beim internationalen Wettbewerb Martial Solal in Paris. 2002 gewann er den 1. Preis beim internationalen Franz Liszt Wettbewerb in Ungarn. Er ist Mitglied des Roby Lakatos Ensemble und gastiert bei namhaften Jazz-Festivals. Jánoška musizierte gemeinsam mit Michel Camilo, Rainhard Fendrich, Arcadi Volodos, Sandra Pires und Bobby McFerrin.
Ondrej Jánoška wurde 1985 in Bratislava geboren. Er wurde bereits als 10-jähriger in die Klasse von Jozef Kopelman am Konservatorium Bratislava aufgenommen. Er gewann einige Violinwettbewerbe und studierte ab dem Jahr 2000 am Konservatorium für Musik in Wien und an der Universität für Musik und darstellende Kunst Graz. In Graz war sein Lehrer Boris Kuschnir. Von 2008 bis 2012 war er im Wiener Staatsopernorchester und bei den Wiener Philharmonikern verpflichtet, seit 2013 tourt er mit seinen Brüdern und seinem Schwager im Janoska Ensemble. Er ist Thomastik-Infeld-Artist und spielt ein Instrument von Carlo Ferdinando Landolfi aus dem Jahr 1760, eine Leihgabe der Goh Family Collection.
Roman Jánoška wurde 1989 in Bratislava geboren. Studien absolvierte er am Konservatorium Bratislava sowie am Konservatorium für Musik in Wien in der Meisterklasse von Pavel Vernikov. Er ist Preisträger einiger Wettbewerbe und konzertierte international als klassischer Geiger und Jazz-Geiger, unter anderem mit Bobby McFerrin, Michel Camilo, Bireli Lagrene und Roby Lakatos. Von 2012 bis 2017 war er Mitglied bei den Philharmonix.

## Repertoire, Tondokumente
Das Janoska Ensemble arrangiert die Konzertstücke selbst. Oftmals beziehen sich die Eigenkompositionen einerseits auf Familienmitglieder (Tochter Melody oder Sohn Amadeus), andererseits auf berühmte Werke (wie Mozarts Klavierkonzert). Das Ergebnis ist dann beispielsweise eine Melody for Melody oder eine Rumba für Amadeus. Schwerpunkt des Repertoires sind Bravourstücke der gesamten Musikgeschichte von Bachs Air bis zu Nummern der Beatles – Let It Be, Penny Lane und Yesterday, Werke mit hohem Wiedererkennungsfaktor. Die freie Improvisation, die im Barock gang und gäbe war, wird hier zum Charakteristikum, ebenso das hohe Tempo und die Virtuosität der beteiligten Musiker, auch ihrer Gäste. Es gibt keinerlei Berührungsängste gegenüber populären Musikrichtungen wie Gypsy, Tango oder Pop.
Laut ihrer Website hat das Janoska Ensemble vier Programme parat. Zu allen vier gibt es jeweils auch ein Album der Deutschen Grammophon:
- The Four Seasons von Vivaldi, Janoska Style
- The Big B's (Bach, Beethoven, Brahms, Bartók, Bernstein, Brubeck)
- Revolution (Mozart, Kreisler, Wieniawski, Bach, The Beatles und eigene Kompositionen)
- Janoska Style (u. a. Die Fledermaus)